# La Chapelle-Neuve (Côtes-d'Armor)
La Chapelle-Neuve è un comune francese di 430 abitanti situato nel dipartimento delle Côtes-d'Armor nella regione della Bretagna.

## Società

### Evoluzione demografica
Abitanti censiti